# Upper Baddibu

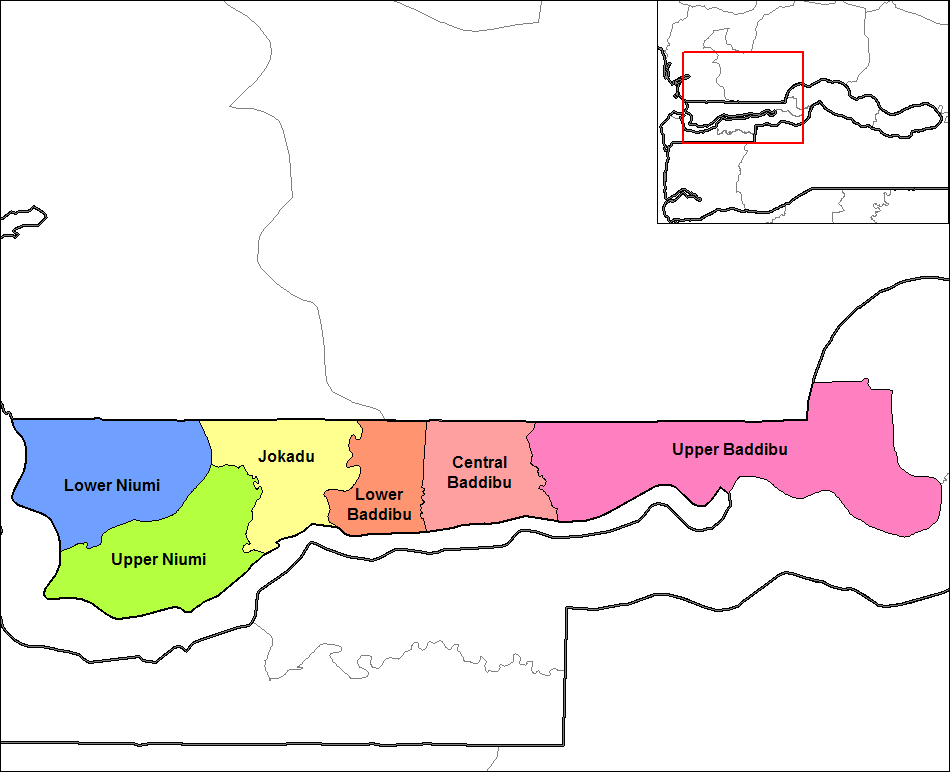
Mapa dos distritos da divisão de North Bank na Gâmbia.

Upper Baddibu é um distrito da Gâmbia.